# Verona Volley 2024-2025
Questa voce raccoglie le informazioni riguardanti il Verona Volley nelle competizioni ufficiali della stagione 2024-2025.

## Stagione
Nella stagione 2024-25 il Verona Volley assume la denominazione sponsorizzata di Rana Verona.
Partecipa per la quarta volta alla Superlega: chiude la regular season di campionato al quarto posto in classifica, accedendo ai play-off scudetto: sconfitto nella serie dei quarti di finale dalla You Energy, gioca i play-off 5º posto, dove arriva alle semifinali, battuta dalla Powervolley Milano.
A seguito del quarto posto in classifica al termine del girone di andata di campionato, si qualifica per la Coppa Italia: batte nei quarti di finale la You Energy e in semifinale la Sir Safety Perugia, per poi perdere la finale contro la Lube.

## Organigramma societario
Area direttiva
- Presidente: Stefano Fanini
- Amministratore unico: Gian Andrea Marchesi
- Direttore sportivo: Adi Lami
- Logistica prima squadra: Claudio Brendolan, Claudio Tamanini
- Court manager: Oscar Armanni
- Amministrazione: Enrico Zoccatelli

Area tecnica
- Allenatore: Radostin Stojčev (fino al 13 marzo 2025), Dario Simoni (dal 14 marzo 2025)
- Allenatore in seconda: Dario Simoni (fino al 13 marzo 2025), Alessandro Marchesan (dal 14 marzo 2025)
- Assistente allenatore: Alessandro Marchesan (fino al 13 marzo 2025)
- Scout man: Roberto Di Maio
- Responsabile tecnico settore giovanile: Bruno Bagnoli

Area comunicazione
- Responsabile comunicazione: Damiano Beltotto
- Ufficio stampa: Emiliano Martinelli
- Area digital: Angela Cenzon, Camilla Turci, Thomas Zanetti

Area marketing
- Ufficio marketing: Damiano Beltotto
- Area commerciale: Fabio Venturi

Area sanitaria
- Medico: Simone Baldini, Roberto Filippini
- Preparatore atletico: Ivanov Tsvetelin (fino all'11 aprile 2025)
- Fisioterapista: Claudio Bignotti, Igor Ventresca
- Massofisioterapista: Michele De Biasi

## Rosa
| N° | Nome               | Ruolo | Data di nascita  | Nazionalità sportiva |
| -- | ------------------ | ----- | ---------------- | -------------------- |
| 1  | Aidan Zingel       | C     | 19 novembre 1990 | Australia            |
| 2  | Lorenzo Cortesia   | C     | 26 luglio 1999   | Italia               |
| 3  | Jordan Ewert       | S     | 18 marzo 1997    | Stati Uniti          |
| 4  | Donovan Džavoronok | S     | 23 luglio 1997   | Rep. Ceca            |
| 6  | Francesco D'Amico  | L     | 9 ottobre 1999   | Italia               |
| 7  | Konstantin Abaev   | P     | 17 giugno 1999   | Russia               |
| 9  | Noumory Keïta      | O     | 26 giugno 2001   | Mali                 |
| 10 | Martin Chevalier   | S     | 8 aprile 2000    | Rep. Ceca            |
| 11 | Francesco Sani     | S     | 16 luglio 2002   | Stati Uniti          |
| 12 | Mads Jensen        | O     | 24 aprile 1999   | Danimarca            |
| 13 | Luca Spirito       | P     | 30 ottobre 1993  | Italia               |
| 15 | Pietro Bonisoli    | L     | 11 febbraio 2005 | Italia               |
| 17 | Marco Vitelli      | C     | 4 aprile 1996    | Italia               |
| 19 | Rok Možič          | S     | 17 gennaio 2002  | Slovenia             |
| 21 | Andrea Zanotti     | C     | 28 ottobre 1997  | Italia               |

## Mercato
| Acquisti                               | Acquisti         | Acquisti              | Acquisti   |
| R.                                     | Nome             | da                    | Modalità   |
| -------------------------------------- | ---------------- | --------------------- | ---------- |
| P                                      | Konstantin Abaev | Lokomotiv Novosibirsk | definitivo |
| S                                      | Martin Chevalier | Odolena Voda          | definitivo |
| O                                      | Mads Jensen      | Cuneo                 | definitivo |
| C                                      | Marco Vitelli    | Powervolley Milano    | definitivo |
| Trasferimenti nel corso della stagione |                  |                       |            |
| S                                      | Jordan Ewert     | Saint-Nazaire         | definitivo |

| Cessioni | Cessioni           | Cessioni       | Cessioni   |
| R.       | Nome               | a              | Modalità   |
| -------- | ------------------ | -------------- | ---------- |
| O        | Amin Esmaeilnezhad | Skra Bełchatów | definitivo |
| C        | Aleks Grozdanov    | LKPS           | definitivo |
| P        | Nikola Jovović     | NOVA           | definitivo |
| C        | Leandro Mosca      | Milano         | definitivo |

## Risultati

### Superlega

#### Girone di andata
| 1ª giornata - 29 settembre 2024 PalaEvangelisti, Perugia   | Sir Safety Perugia | 3 - 0 | Verona         | 29-27, 25-22, 25-21               |
| 2ª giornata - 6 ottobre 2024 PalaOlimpia, Verona           | Verona             | 3 - 2 | Cisterna       | 20-25, 25-18, 21-25, 25-14, 15-13 |
| 3ª giornata - 12 ottobre 2024 Palasport, Porto San Giorgio | M&G                | 0 - 3 | Verona         | 19-25, 23-25, 15-25               |
| 4ª giornata - 20 ottobre 2024 PalaOlimpia, Verona          | Verona             | 3 - 1 | Lube           | 25-23, 17-25, 25-23, 25-14        |
| 5ª giornata - 27 ottobre 2024 Palalido, Milano             | Powervolley Milano | 1 - 3 | Verona         | 25-17, 24-26, 22-25, 28-30        |
| 6ª giornata - 2 novembre 2024 PalaOlimpia, Verona          | Verona             | 2 - 3 | Modena         | 25-22, 18-25, 25-18, 21-25, 12-15 |
| 7ª giornata - 10 novembre 2024 PalaTrento, Trento          | Trentino           | 3 - 1 | Verona         | 20-25, 27-25, 25-20, 25-22        |
| 8ª giornata - 17 novembre 2024 Arena di Monza, Monza       | Milano             | 3 - 1 | Verona         | 27-25, 25-22, 18-25, 25-22        |
| 9ª giornata - 24 novembre 2024 PalaOlimpia, Verona         | Verona             | 3 - 0 | You Energy     | 25-20, 25-21, 25-18               |
| 10ª giornata - 1º dicembre 2024 PalaSanLazzaro, Padova     | Padova             | 0 - 3 | Verona         | 25-27, 20-25, 21-25               |
| 11ª giornata - 6 dicembre 2024 PalaOlimpia, Verona         | Verona             | 3 - 0 | Prisma Taranto | 25-20, 25-22, 25-15               |

#### Girone di ritorno
| 12ª giornata - 15 dicembre 2024 PalaOlimpia, Verona                        | Verona         | 2 - 3 | Sir Safety Perugia | 19-25, 25-23, 20-25, 25-22, 7-15  |
| 13ª giornata - 21 dicembre 2024 Palazzetto dello Sport, Cisterna di Latina | Cisterna       | 0 - 3 | Verona             | 23-25, 18-25, 23-25               |
| 14ª giornata - 26 dicembre 2024 PalaOlimpia, Verona                        | Verona         | 3 - 2 | M&G                | 25-17, 25-16, 23-25, 17-25, 15-13 |
| 15ª giornata - 5 gennaio 2025 PalaCivitanova, Civitanova Marche            | Lube           | 3 - 0 | Verona             | 27-25, 25-19, 25-14               |
| 16ª giornata - 12 gennaio 2025 Palalido, Milano                            | Verona         | 1 - 3 | Powervolley Milano | 21-25, 25-21, 17-25, 20-25        |
| 17ª giornata - 19 gennaio 2025 PalaPanini, Modena                          | Modena         | 0 - 3 | Verona             | 20-25, 23-25, 23-25               |
| 18ª giornata - 2 febbraio 2025 PalaOlimpia, Verona                         | Verona         | 0 - 3 | Trentino           | 16-25, 19-25, 23-25               |
| 19ª giornata - 9 febbraio 2025 PalaOlimpia, Verona                         | Verona         | 3 - 0 | Milano             | 25-18, 25-20, 25-21               |
| 20ª giornata - 16 febbraio 2025 PalaBanca, Piacenza                        | You Energy     | 0 - 3 | Verona             | 16-25, 17-25, 21-25               |
| 21ª giornata - 23 febbraio 2025 PalaOlimpia, Verona                        | Verona         | 3 - 1 | Padova             | 20-25, 25-23, 25-19, 25-15        |
| 22ª giornata - 2 marzo 2025 PalaMazzola, Taranto                           | Prisma Taranto | 2 - 3 | Verona             | 21-25, 31-29, 27-25, 17-25, 12-15 |

#### Play-off scudetto
| Quarti di finale (gara 1) - 9 marzo 2025 PalaOlimpia, Verona  | Verona     | 1 - 3 | You Energy | 23-25, 25-23, 17-25, 20-25 |
| Quarti di finale (gara 2) - 16 marzo 2025 PalaBanca, Piacenza | You Energy | 3 - 0 | Verona     | 25-22, 25-20, 25-18        |
| Quarti di finale (gara 3) - 23 marzo 2025 PalaOlimpia, Verona | Verona     | 1 - 3 | You Energy | 25-16, 17-25, 20-25, 19-25 |

#### Play-off 5º posto
| 1ª giornata - 5 aprile 2025 PalaOlimpia, Verona        | Verona             | 3 - 1 | Powervolley Milano | 23-25, 25-22, 25-23, 25-23        |
| 2ª giornata - aprile 2025 PalaOlimpia, Verona          | Verona             | 3 - 0 | Cisterna           | 25-15, 25-18, 25-22               |
| 3ª giornata - aprile 2025 Palasport, Porto San Giorgio | M&G                | 3 - 1 | Verona             | 16-25, 25-23, 25-20, 28-26        |
| 4ª giornata - aprile 2025 PalaOlimpia, Verona          | Verona             | 3 - 1 | Modena             | 25-23, 25-20, 16-25, 25-22        |
| 5ª giornata - aprile 2025 PalaSanLazzaro, Padova       | Padova             | 3 - 0 | Verona             | 26-24, 32-30, 25-22               |
| Semifinali - 3 maggio 2025 Palalido, Milano            | Powervolley Milano | 3 - 2 | Verona             | 25-22, 25-19, 24-26, 20-25, 15-11 |

### Coppa Italia
| Quarti di finale - 29 dicembre 2024 PalaOlimpia, Verona        | Verona             | 3 - 2 | You Energy | 25-18, 26-24, 23-25, 21-25, 15-10 |
| Semifinali - 25 gennaio 2025 Unipol Arena, Casalecchio di Reno | Sir Safety Perugia | 2 - 3 | Verona     | 25-22, 28-26, 14-25, 19-25, 12-15 |
| Finale - 26 gennaio 2025 Unipol Arena, Casalecchio di Reno     | Lube               | 3 - 2 | Verona     | 26-24, 25-15, 23-25, 21-25, 15-10 |

## Statistiche

### Statistiche di squadra
| Competizione | Punti | In casa | In casa | In casa | In trasferta | In trasferta | In trasferta | Totale | Totale | Totale |
| Competizione | Punti | G       | V       | P       | G            | V            | P            | G      | V      | P      |
| ------------ | ----- | ------- | ------- | ------- | ------------ | ------------ | ------------ | ------ | ------ | ------ |
| Superlega    | 41/9  | 16      | 10      | 6       | 15           | 7            | 8            | 31     | 17     | 14     |
| Coppa Italia | -     | 1       | 1       | 0       | 0            | 0            | 0            | 3      | 2      | 1      |
| Totale       | -     | 17      | 11      | 6       | 15           | 7            | 8            | 34     | 19     | 15     |

G = partite giocate; V = partite vinte; P = partite perse

### Statistiche dei giocatori
| Giocatore     | Superlega | Superlega | Superlega | Superlega | Superlega | Coppa Italia | Coppa Italia | Coppa Italia | Coppa Italia | Coppa Italia | Totale | Totale | Totale | Totale | Totale |
| Giocatore     | P         | PT        | AV        | MV        | BV        | P            | PT           | AV           | MV           | BV           | P      | PT     | AV     | MV     | BV     |
| ------------- | --------- | --------- | --------- | --------- | --------- | ------------ | ------------ | ------------ | ------------ | ------------ | ------ | ------ | ------ | ------ | ------ |
| K. Abaev      | 31        | 51        | 7         | 21        | 23        | 3            | 13           | 3            | 9            | 1            | 34     | 64     | 10     | 30     | 24     |
| P. Bonisoli   | 14        | 0         | 0         | 0         | 0         | 2            | 0            | 0            | 0            | 0            | 16     | 0      | 0      | 0      | 0      |
| M. Chevalier  | 5         | 4         | 4         | 0         | 0         | 3            | 3            | 3            | 0            | 0            | 8      | 7      | 7      | 0      | 0      |
| L. Cortesia   | 30        | 187       | 125       | 52        | 10        | 3            | 9            | 5            | 4            | 0            | 33     | 196    | 130    | 56     | 10     |
| F. D'Amico    | 30        | 0         | 0         | 0         | 0         | 3            | 0            | 0            | 0            | 0            | 33     | 0      | 0      | 0      | 0      |
| D. Džavoronok | 12        | 124       | 100       | 7         | 17        | -            | -            | -            | -            | -            | 12     | 124    | 100    | 7      | 17     |
| J. Ewert      | 12        | 79        | 67        | 7         | 5         | -            | -            | -            | -            | -            | 12     | 79     | 67     | 7      | 5      |
| M. Jensen     | 16        | 102       | 86        | 7         | 9         | 3            | 21           | 16           | 2            | 3            | 19     | 123    | 102    | 9      | 12     |
| N. Keïta      | 29        | 628       | 549       | 29        | 50        | 3            | 90           | 81           | 2            | 7            | 32     | 718    | 630    | 31     | 57     |
| R. Možič      | 27        | 327       | 273       | 33        | 21        | 3            | 58           | 49           | 7            | 2            | 30     | 385    | 322    | 40     | 23     |
| F. Sani       | 26        | 167       | 127       | 19        | 21        | 2            | 12           | 10           | 1            | 1            | 28     | 179    | 137    | 20     | 22     |
| L. Spirito    | 30        | 6         | 2         | 2         | 2         | 3            | 2            | 0            | 1            | 1            | 33     | 8      | 2      | 3      | 3      |
| M. Vitelli    | 22        | 74        | 38        | 24        | 12        | 3            | 9            | 4            | 4            | 1            | 25     | 83     | 42     | 28     | 13     |
| A. Zanotti    | 2         | 1         | 1         | 0         | 0         | 0            | 0            | 0            | 0            | 0            | 2      | 1      | 1      | 0      | 0      |
| A. Zingel     | 31        | 103       | 76        | 23        | 4         | 3            | 16           | 8            | 8            | 0            | 34     | 119    | 84     | 31     | 4      |

P = presenze; PT = punti totali; AV = attacchi vincenti; MV = muri vincenti; BV = battute vincenti